# Protobathra binotata
Protobathra binotata är en fjärilsart som beskrevs av Bradley 1961. Protobathra binotata ingår i släktet Protobathra och familjen plattmalar. Inga underarter finns listade i Catalogue of Life.